# Aleš Čeh
Aleš Čeh (Maribor, 1968. április 7. –), szlovén válogatott labdarúgó.
A szlovén válogatott tagjaként részt vett a 2000-es Európa-bajnokságon és a 2002-es világbajnokságon.

## Sikerei, díjai
Olimpija Ljubljana
- Szlovén bajnok (1): 1991–92

Maribor
- Szlovén kupagyőztes (1): 2003–04

Grazer AK
- Osztrák kupagyőztes (2): 1999–2000, 2001–02